# 神州奇俠
《神州奇俠》是溫瑞安創作的武俠小說，為其早期著作，創作時間是1977-1980，是成名作之一。

## 簡介
《神州奇俠》是温瑞安所著小說，創作於70年代中期，是截至目前為止温瑞安系列小說中最完整的一套系列作品，系列有正傳八部：《劍氣長江》、《兩廣豪傑》、《江山如畫》、《英雄好漢》、《闖蕩江湖》，《神州無敵》、《寂寞高手》和《天下有雪》。此外，還有後傳《大俠傳奇》、外傳《大宗師》（原名《血河車》）、別傳《唐方一戰》。
在自序有說只餘續傳《蜀中唐門》、新傳《神州子弟》和再傳《唐門風暴》尚在籌備創作中。
本書歷經多次新版和修訂，目前最新版本分別是風雲時代和一漫年出版的修訂版。

## 內容
徽、欽二帝被虜，人民莫不受盡金人的蹂躪，金人姦淫燒殺，無所不為。憂國志士，眼見這種慘痛的情景，國破山河的悲憤，於是義勇填膺，奮袂而起，力主抗戰到底，收復失地，洗雪國恥，而造成許多可歌可泣的史實。岳飛就是其中最為驚天動地，可敬可佩的一人。
宋朝武林，浣花劍派蕭家三公子蕭秋水，愛閒蕩遨遊，並且抱打不平，卻招惹天下第一大幫權力幫和長江水道天王朱大天王，使其浣花劍派遭受浩劫，更捲入南宋精忠大將軍岳飛發出「天下英雄令」的正邪爭奪戰。

## 主要角色
- 蕭秋水：浣花劍派掌門蕭西樓三子，「神州結義」首領，父親為保護民族英雄岳飛之母，父親及蕭家上下均力戰而死。先在機緣巧合下服下「無極仙丹」令內力大增，然後得少林、武當、權力幫及朱大天王等八大高手調教及傳功，再習得「少武心經」，後來得三才劍客賞識傳授「忘情天書」，終成一代宗師。為「驚天一劍」（見於《血河車》及《白衣方振眉》系列）的創造者。
- 唐方：唐門唐堯舜之女，唐老太太的孫女，得唐老太太親授衣缽，年輕一代的女子高手之一，蕭秋水戀人。
- 李沉舟：權力幫幫主，外號「君臨天下」，以一雙拳頭聞名天下，與蕭秋水亦敵亦友。
- 趙師容：出身在王侯世家，權力幫三巨頭之一，外號「流雲水袖」。書中描寫「寶藍色配水綠色衣裙，高舍雲髮，還沒看清楚模樣，便被一種閒淡的、雍容的，而且淡淡優異的絕代風華所迫住——叫人看不清那花容月貌……」。
- 柳隨風：出身寒微，後為唐門唐公公弟子。權力幫打天下的七大高手中柳隨風與李沉舟為僅二人的生還者。身懷三大秘密絕技。

## 次要角色
以正道武林「三大天柱」、「四大世家」、「三大奇門」、「十六大門派」等為主體的「江湖世界」、「幫派系譜」正道武林三大天柱（少林、武當、丐幫），「四大世家」（慕容、墨，南宮、唐），「三大奇門」（慕容、上官、費），「十六大門派」（少林、武當、崑侖、華山、嵩山、泰山、恆山、莫干、雲台、寶華、銅官、馬跡、雁盪、點蒼、天台、普陀），「三大劍派」（浣花劍派、鐵衣劍派、滄浪劍派），其他著名劍派（十字劍派、華山劍派、海南劍派、終南劍派、天山劍派、青城劍派等），當世「七大名劍」、「神州三劍」，其他幫會如：五虎彭門、天殘幫、烏衣幫、螳螂門等。

### 浣花劍派
- 蕭棲梧（浣花劍派開山祖師。）
  - 蕭東廣：蕭棲梧長子，是蕭棲梧的私生子，因為名份不正之故，蕭東廣的輩份雖比蕭西樓長，但卻隱姓埋名，掌管蕭家庶務。人稱「掌上名劍」。
  - 蕭西樓：蕭棲梧次子，因無法接受其父要求其另娶，於是到了桂林，組成了外浣花劍派。故當時有內、外浣花劍派之分。其後繼承浣花劍派，將內、外二支合成一脈。生有三個兒子，一個女兒。
  - 孫慧珊：蕭西樓之妻、蕭秋水之母， 十字劍派掌門人「十字慧劍」孫天庭的獨生女兒，母親則是天下易容大家「慕容、上官、費」中排行第三的費宮娥。
    - 蕭易人：蕭西樓長子、長蕭秋水十年。
    - 蕭開雁：蕭西樓次子、擅使黑墨雙劍。
    - 蕭雪魚：蕭西樓女兒，是個美麗而聰明的女孩子，喜歡唱歌，據說她十三歲時，在溪邊一面歌唱一面繡靈魚戲水，結果真有一條活魚跳上岸來，落在她的繡畫上，也不知是因為歌聲太好，還是繡得太像。

### 權力幫
- 「獨戰天下」燕狂徒（權力幫創幫幫主）
  - 權力幫七雄（權力幫打天下時七大高手）：李大（李沉舟）、陶二（陶百窗）、恭三（恭文羽）、麥四（麥當豪）、柳五（柳隨風）、錢六（錢山谷）、商七（商天良）
  - 「三巨頭」——幫主「君臨天下」李沉舟、幫主夫人「流雲水袖」趙師容、總管「袖裏日月」柳隨風（唐門）。
  - 兩大護法——「東一劍」藍放晴，「西一劍」姜丹書。围杀燕狂徒時有另外兩位護法戰死，分別是「九手神鷹」孫金猿與「翻天蛟」沈潛龍。
  - 柳五座下親信——「雙翅‧一殺‧五鳳凰」（後來成了三鳳凰） 
    - 雙翅：「冷風吹」應欺天（鐵衣劍派），「千里獨行，萬里趕蟬，一槍苦行僧」左天德（少林派）
    - 一殺：「一劍殺人」卜絕（少林派）
    - 三鳳凰：排行第一「白（血）鳳凰[1]／白衣觀音」莫艷霞，排行第四「紫（藍）[2]鳳凰」高似蘭，老么「紅鳳凰」宋明珠。有兩鳳凰被柳隨風間接殺死[3]，分別是排行第二「金鳳凰」冷笑卿和排行第三「火鳳凰」水柔心。

  - 李沉舟愛將「八大天王」
    - 兩廣「劍王」屈寒山（威鎮陽朔）
    - 兩河「刀王」兆秋息
    - 川中「水王」鞠秀山
    - 西康「火王」祖金殿
    - 兩湖「人王」鄧玉平（南海劍派），海南劍派掌門。
    - 甘肅「藥王」莫非冤
    - 陝西「鬼王」陰功（辰州言家）
    - 雲南「蛇王」老人和少女。（分男、女蛇王）

  - 十九護法神君「九天十地，十九人魔」（權力幫內以「神魔」代替「人魔」為稱呼）
    - 百毒神魔華孤墳
    - 無名神魔康出漁（觀日劍客）
    - 神拳天魔盛江北（大王龍）
    - 一洞神魔左常生
    - 鐵腕神魔溥天義
    - 三絕劍魔孔揚秦
    - 長刀神魔孫人屠
    - 絕滅神魔辛虎丘
    - 瘟疫神魔余哭余
    - 血影僧魔血影大師（少林派）
    - 飛刀狼魔沙千燈
    - 獨腳神魔彭九（獨腳鎮千山）
    - 千手神魔屠滾（暗器三十六手，暗樁三十六路）
    - 快刀地魔杜絕
    - 飛腿天魔顧環青
    - 鐵騎神魔閻鬼鬼
    - 無影神魔柳千變（地馬行天）
    - 暗殺神魔戚常戚
    - 佛口神魔梁消暑
- 三才劍客（二胡）登雕梁、（笛子）江秀音、（琴）温艷陽，原為三絕劍魔孔揚秦弟子，身懷「忘情天書」絕世武功

### 白道“四巨头”
- 北少林天正大师
- 南少林和尚大师
- 武当太禅真人
- 丐帮裘无意

### 少林派
- 方丈：天正
- “环抱五老”：抱风，抱花，抱雪，抱月，抱残
- 達摩堂、藏經樓：木葉
- 羅漢、懺悔堂：木蟬
- 誦經堂：木蝶
- 寺監：地極
- 戒律院：龍虎
- 普渡堂：豹象

### 武當派
- 掌教：太禅
- 铁骑，银瓶
- 「三九真人」（九疑、九生、九死）
- 镇山：守阙
- 镇山：大永（「九陰陽手」祭無朋）
- 俗家宗师「剑若游龙」卓非凡
  - 「一葉知秋」卓勁秋

### 丐幫
- 幫主「神行無影」裘無意
  - 兩大護法：「鐘馗伸腿」秦風八、「閻王伸手」陳見鬼
  - 「急驚風」柴華路

### 唐門
- 唐老太爺子
- 唐老太太
  - 唐堯舜（唐方父親，唐門第一高手，長房宗主，唐門五大）
  - 唐燈枝（唐門五大）
  - 唐劍霞（唐門五大）
  - 唐君傷（唐門五大）
  - 唐君秋（唐門五大）
    - 唐大
    - 唐柔：蕭秋水「四兄弟」之一，為四弟。
    - 唐肥
    - 唐宋
    - 唐絕
    - 唐甜：後傳《大俠傳奇》主要人物。

### 神州結義
- 蕭秋水
  - 左丘超然：天下擒拿第一手項釋儒與鷹爪王雷鋒唯一嫡傳徒門，蕭秋水「四兄弟」之一，為二弟。
  - 鄧玉涵：「人王」鄧玉平的弟弟。蕭秋水「四兄弟」之一，為三弟。
  - 鐵星月
  - 邱南顧
  - 大肚和尚
  - 李黑
  - 陳見鬼
  - 胡福
  - 林公子（東海林）
  - 施月
  - 藺俊龍（青城老劍客「千手劍猿」）
  - 洪華

### 武林四大世家
- 慕容世家
  - 慕容世情
  - 慕容若容
  - 慕容小意
- 墨氏世家
  - 墨翠山（族長）
  - 「千里之行，始于足下；千万头颅，斩于吾刀」墨夜雨
  - 「一去無還」墨決絕
  - “墨氏九雄”墨最、墨统、墨干、墨军
- 南宮世家
  - 「七傑一秀」
    - 南宮楚
    - 南宮漢
    - 南宮增
    - 南宮良
    - 南宮伯
    - 南宮莊
    - 南宮噲
    - 南宮無傷
- 唐氏世家

### 三奇門
- 慕容世家
- 上官世家
  - 上官望（族長，四絕之一）
  - 「四絕」
    - 上官予
    - 上官景龍
    - 上官泰山
- 費氏世家
  - “一线牵”费渔樵
  - 父：费仇
  - 妻：费维维 
    - 费逸空
    - 费狄
    - 费青
    - 费士理

### 皇甫世家
- 皇甫崇
- 皇甫彬
- 皇甫杉
- 皇甫谦
- 皇甫高桥（萧易人） 
  - 属下：“九尾狐”叠不叠
  - 齐昨飞
  - “竹竿”黎九
  - “冬瓜”潘桂
  - “七阿哥”蒲江沙
  - “幽州双煞”刁怡保，刁金保

### 長江三峽十二連環塢水道
- 大盟主：
「朱大天王」鐡衣戰叟朱舜水，但真正的朱大天王是「六扇門三大神捕」之一的朱俠武，朱俠武隱藏真正身份多年，精研少林武當兩派武學，擅使「少林拳、武當掌」，取長補短，將兩派武學融合創出《少武真經》（後落入蕭秋水手中）。屬下有「三英四棍、五劍六掌、雙神君」。
  - 雙神君
    - 「柔水神君」雍希羽
    - 「烈火神君」蔡泣神（辛妙常）

  - 長江三英（武林人士稱為長江三惡）
    - 「雙刀客」符永祥（大惡）
    - 「紫金斧」薛金英（二惡）
    - 「槍到人亡」戰其力（三惡）

  - 四棍
    - 常無奇
    - 字文棟
    - 金北望
    - 孟東林

  - 五劍
    - 騰雷劍叟
    - 閃電劍叟
    - 鴛鴦劍叟
    - 蝴蝶劍叟
    - 斷門劍叟

  - 六掌
    - 紅衣余殺
    - 錦衣蘇殺
    - 白衣龔殺
    - 玄衣敖殺
    - 灰衣巫殺
    - 黑衣苗殺

  - 七長老
    - 「別人流淚他傷心」邵流淚。和岑傷心在武林中被稱為『天地二絕』
    - 章殘金：獨門絕學「碎玉殘金掌」
    - 萬碎玉：獨門絕學「碎玉殘金掌」
    - 「三棍一棒」祁十九
    - 「東贏扶桑客」諸序中
    - 「冷拳」居正
    - 「塞外神卜」卞曉風
- 「海底蛟龍」榮林
- 「城隍水鬼」靳欽

### 广西三山
- “威鎮陽朔”屈寒山
- “蒙江剑客”杜月山
- “落拓神叟”顾君山

### 四绝一君
- “掌绝”黄远庸
- “肘绝”姚独雾
- “拳绝”毕天通
- “腿绝”文鬓霜
- 顾君山

### 廣州十虎
- 廣東：揭陽吳財、潮陽「瘋女」劉友、珠江「阿殺」殺仔（又名山仔）、寶安羅海牛、梅縣阿水
- 廣西：「少林阿洪」洪華、「躬背老狗」勞九、「雜鶴」施月、「好人不長命」胡福、「鐵釘」李黑

### 神州三劍
- 「掌上名劍」蕭東廣
- 「陰陽神劍」張臨意
- 「四指快劍」齊因明

### 武林七大名劍
- 蕭西樓
- 「觀日神劍」康出漁
- 「三絕神劍」孔揚秦
- 「絕滅神劍」辛虎丘
- 「別離良劍」孟相逢
- 「漱玉神劍」曲劍池
- 鄧玉平。海南劍派的掌門、「錦江四兄弟」中鄧玉涵的哥哥。
  - 曲暮霜：善使金劍，一代劍宗曲劍池之愛女，曲抿描的姊姊。
  - 曲抿描：擅用紫劍，一代劍宗曲劍池之愛女，曲暮霜的妹妹。

### 其他人物
- 塞外三冠王
  - 「萬里平原」祈廿四（天下三大輕功高手中排行第一）
  - 「千里孤梅」（天下三大輕功高手中排行第二）
  - 「百里寒亭」（天下三大輕功高手中排行第三）

## 神州奇俠系列
- 正傳《神州奇俠》共八冊，分別是

（一）劍氣長江
（二）兩廣豪傑
（三）江山如畫
（四）英雄好漢
（五）闖蕩江湖
（六）神州無敵
（七）寂寞高手
（八）天下有雪
- 後傳《大俠傳奇》共三冊，分別是

（上）剛極柔至盟
（中）公子襄
（下）傳奇中的大俠
- 外傳《血河車》共四冊，分別是

（一）大宗師
（二）逍遙遊
（三）養生主
（四）人世間
- 別傳《唐方一戰》共一冊